# Картер, Брэндон
Брэндон Картер (англ. Brandon Carter; родился в 1942 году) — физик-теоретик, наиболее известный своими работами по общей теории относительности.
В 1973 году окончательно сформулировал антропный принцип, в котором усмотрел расширение задолго до него сформулированного принципа Коперника.
В 1983 году написал работу под названием «Доказательства Судного дня», основанную на идее, что согласно принципу равновероятности событий можно предположить, что мы живём в эпоху середины человечества, когда половина всех возможных людей уже родилась и умерла, что совместно с демографическими прогнозами позволяет оценить возможную дату исчезновения человека как вида.
Член Лондонского королевского общества с 1981 года.